# Luminate Data
A Luminate Data (korábban: Nielsen SoundScan, Nielsen Music Products és MRC Data) információs és forgalomszámláló rendszer, amelyet Mike Fine és Mike Shalett hozott létre. Ez a rendszer méri hivatalosan az amerikai és kanadai zeneipar forgalmát. Az adatgyűjtés heti rendszerességgel zajlik, és minden hét szerdáján teszik elérhetővé az előfizetők számára (ezek jellemzően zeneműkiadók, produkciós cégek, kereskedők, valamint filmes és televíziós menedzsmentek). A SoundScan a forrása a Billboard magazin hivatalos  eladási listáinak is.
A rendszer 1991. március 1-jén lépett működésbe, a legelső Billboard Hot 100 lista, amely ez alapján lett összeállítva, 1991. november 30-án jelent meg. Ezt megelőzően a Billboard végezte az eladások becslését a kereskedők közvetlen megkérdezésével, de az ő módszerük nagyobb arányban adott hibás eredményt, és lehetőséget adott a visszaélésekre is. Az Amerikai Hanglemezgyártók Szövetsége ugyancsak végez hasonló forgalomszámlálást, de mivel más módszert alkalmaz, jelentős eltéréseket mutat az általuk becsült eladás a Nielsen SoundScanhez képest.